# Acacia aneura var. major
Acacia aneura var. major là một loại cây lâu năm có nguồn gốc từ Úc. Loài này có ở New South Wales, Lãnh thổ Bắc Úc, Queensland, và Nam Úc.